# 守田栄
守田 栄（もりた さかえ、1905年（明治38年）6月22日 - 1998年（平成10年）7月5日）は、日本の学者。専門は騒音制御工学。

## 略歴
1905年6月22日生まれ。1931年3月、東京帝国大学理学部物理学科卒業、同大学航空研究所小幡研究室研究生。1933年、東京電気（現: 東芝）研究所入所。1954年9月から1963年まで、東京芝浦電気（現: 東芝）マツダ研究所主任研究員。1955年1月、理学博士（東京大学）。1961年8月から1967年12月まで、リオン技術部長。1967年、工学博士（東京工業大学）。1968年1月から1971年3月まで、日本大学工学部教授。1971年12月から1986年3月まで、中央公害対策審議会専門委員・航空公害研究センター所長。1998年7月5日、93歳にて死去。
1963年5月から1967年5月まで、日本音響学会会長を務めた。また、1976年5月から1978年5月まで、日本騒音制御工学会会長を務めた。